# Chàng Mèo Mang Mũ
The Cat in the Hat (bản dịch tiếng Việt xuất bản với tựa đề Chàng Mèo Mang Mũ) là cuốn sách thiếu nhi do tác giả người Mỹ Theodor Geisel sáng tác và minh họa năm 1957 dưới bút danh Dr. Seuss. Câu chuyện xoay quanh một con mèo được nhân cách hóa, dáng hình cao, đội chiếc mũ sọc đỏ trắng và thắt nơ đỏ. Mèo (the Cat) xuất hiện tại nhà Sally và anh trai vào một ngày mưa khi mẹ vắng nhà. Bất chấp bị chú cá trong nhà phản đối, Mèo chỉ cho bọn trẻ vài mánh khóe giải trí. Mèo cùng đồng bọn là Vật Một (Thing One) và Vật Hai (Thing Two) phá nhà tan hoang. Khi lũ trẻ và cá hoảng sợ hơn, Mèo chế ra một cái máy dọn dẹp mọi thứ rồi biến mất ngay trước khi bà mẹ trở về.
Geisel sáng tác cuốn sách này để đáp lại cuộc tranh cãi ở Hoa Kỳ về văn học cho thiếu nhi và sự kém hiệu quả của các  sách giáo khoa vỡ lòng truyền thống như Dick and Jane. William Spaulding là giám đốc mảng giáo dục tại Houghton Mifflin quen Geisel từ Thế chiến thứ hai đã nhờ ông viết sách vỡ lòng cho hay hơn. Tuy nhiên, vì Geisel đã ký hợp đồng với Random House, hai nhà xuất bản đồng ý thỏa thuận: Houghton Mifflin xuất bản ấn bản giáo dục bán cho trường học, còn Random House cho ra ấn phẩm thương mại bán trong hiệu sách.
Geisel kể lại nhiều phiên bản về cách mình viết ra The Cat in the Hat, trong phiên bản nội dung ông hay nhắc tới là bản thân chán nản với danh sách các từ có thể chọn để viết chuyện đến nỗi đã dò cả danh sách và quyết định câu chuyện dựa trên hai từ vần với nhau đầu tiên tìm được, đó là cat (mèo) và hat (mũ). Cuốn sách thành công ngay lập tức về mặt thương mại và phê bình. Các nhà phê bình khen ngợi đó là sự thay thế tuyệt vời cho sách vỡ lòng truyền thống. Ba năm sau khi ra mắt, sách bán được hơn một triệu bản và vào năm 2001, Publishers Weekly  liệt kê tác phẩm ở vị trí thứ chín trong danh sách những cuốn sách dành cho trẻ em bán chạy nhất mọi thời đại. Thành công của cuốn sách đã dẫn đến sự ra đời của nhà xuất bản Beginner Books chuyên về những cuốn sách tương tự dành cho trẻ nhỏ học đọc. Năm 1983, Geisel nói, "Đây là cuốn sách mà tôi tự hào nhất vì nó góp phần khai tử sách vỡ lòng Dick and Jane." Sách được chuyển thể thành phim hoạt hình năm 1971 và phim live-action năm 2003.

## Nội dung
Câu chuyện bắt đầu khi người dẫn chuyện là một cậu bé không nêu tên ngồi nhà một mình với em gái Sally trong ngày mưa lạnh giá, đăm chiêu nhìn ra ngoài cửa sổ. Rồi cả hai nghe thấy một tiếng động lớn, ngay sau đó Mèo đội mũ xuất hiện. Đó là con mèo cao lớn được nhân cách hóa đội mũ chóp cao có sọc đỏ trắng và thắt nơ bướm đỏ. Nó đề nghị được dùng một số thủ thuật để giúp vui cho bọn trẻ. Chú cá cảnh trong nhà từ chối, nhất quyết bắt Mèo phải rời đi. Mèo đáp lại bằng cách giữ thăng bằng con cá trên đầu chiếc ô. Trò chơi nhanh chóng trở nên phức tạp hơn, khi Mèo tự giữ thăng bằng trên một quả bóng và cố gắng giữ được nhiều đồ đạc trong nhà trên các chi cho đến khi ngã đập đầu xuống đất, làm đổ hết mọi thứ. Cá một lần nữa mắng mỏ, nhưng Mèo lại đưa ra trò chơi khác.
Mèo mang vào một chiếc hộp lớn màu đỏ, rồi mở ra cho hai nhân vật giống hệt nhau (gọi là Thing) với mái tóc xanh mặc quần áo đỏ gọi là Vật Một và Vật Hai. Hai Vật này gây ra nhiều rắc rối hơn, như thả diều trong nhà, làm rơi tranh trên tường và lấy chiếc váy chấm bi mới của mẹ hai đứa trẻ. Mọi chuyện kết thúc khi con cá phát hiện bà mẹ của bọn trẻ ngoài cửa sổ. Cậu bé bắt hai Vật lại và Mèo có vẻ xấu hổ, đã bỏ chúng vào hộp lớn màu đỏ. Mèo ra cửa trước khi cá và bọn trẻ xem xét mớ hỗn độn do nó gây ra. Nhưng Mèo quay lại ngay, cưỡi một chiếc máy thu dọn mọi thứ trong nhà, làm cá và lũ trẻ thích thú. Sau đó, Mèo rời đi ngay trước khi bà mẹ về, cá và lũ trẻ quay lại nơi bắt đầu câu chuyện. Bước vào nhà, bà mẹ hỏi bọn trẻ đã làm gì khi mẹ vắng nhà, nhưng chúng ấp úng không trả lời. Câu chuyện kết thúc bằng câu hỏi: "...nếu mẹ hỏi, bạn có kể ra không?"

## Bối cảnh

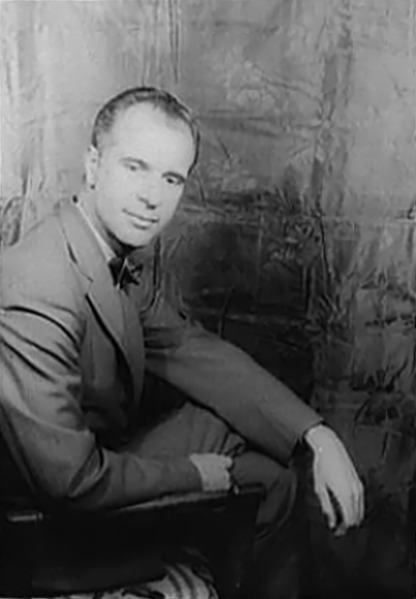
Bài báo của John Hersey viết về khả năng đọc viết thời thơ ấu đã khơi gợi cảm hứng cho The Cat in the Hat

Theodor Geisel, bút danh Dr. Seuss, sáng tác The Cat in the Hat nhằm phần nào đáp lại bài báo trên tạp chí Life ngày 24 tháng 5 năm 1954 của John Hersey có tiêu đề "Tại sao học sinh lại sa lầy trong chữ R đầu tiên? Ủy ban địa phương làm sáng tỏ vấn đề quốc gia: Việc đọc". Trong bài viết, Hersey phê bình sách giáo khoa vỡ lòng như kiểu Dick and Jane:
Trong lớp học, nam và nữ sinh phải dùng những cuốn sách với tranh minh họa vô vị mô tả cuộc sống bóng bẩy của những đứa trẻ khác... Tất cả đều là các cô cậu lịch lãm, sạch sẽ bất thường... Trong các hiệu sách, ai cũng có thể mua những cuốn sách tươi sáng hơn, sống động hơn với trẻ con và động vật kỳ lạ và tuyệt vời làm những điều tự nhiên, như phạm lỗi chẳng hạn... Hội đồng nhà trường cần đưa ra, các nhà xuất bản có thể làm tốt về sách vỡ lòng.
Sau khi trình bày chi tiết nhiều vấn đề nan giải liên quan đến trình độ đọc của học sinh, Hersey hỏi ở cuối bài viết:
Tại sao [sách vỡ lòng] lại không thể có những bức tranh rộng mở hơn là thu hẹp sự phong phú liên tưởng mà trẻ em đưa ra cho những từ chúng minh họa — những bức vẽ giống như của các thiên tài có trí tưởng tượng tuyệt vời trong số các họa sĩ minh họa dành cho trẻ em, Tenniel, Howard Pyle, "Dr. Seuss", Walt Disney?
Bài báo này thu hút sự chú ý của William Spaulding, người đã gặp Geisel trong chiến tranh và sau đó trở thành giám đốc mảng giáo dục của Houghton Mifflin. Spaulding cũng đã đọc cuốn sách bán chạy nhất năm 1955 Why Johnny Can't Read? của Rudolf Flesch. Giống như Hersey, Flesch chỉ trích sách vỡ lòng là nhàm chán và cách dạy đọc thông qua nhận diện mặt chữ hơn là ngữ âm. Năm 1955, Spaulding mời Geisel đến ăn tối ở Boston và đề xuất ông sáng tác cuốn sách "dành cho trẻ em sáu và bảy tuổi đã nắm vững cách đọc cơ bản". Spaulding thách thức, "Hãy viết cho tôi một câu chuyện mà học sinh lớp một không thể đặt xuống!"
Ở phía sau của Why Johnny Can't Read, Flesch đưa ra danh sách 72 từ mà trẻ nhỏ nên đọc được và Spaulding cũng cho Geisel một danh sách tương tự. Về sau, Geisel kể với các nhà viết tiểu sử Judith và Neil Morgan rằng danh sách của Spaulding gồm 348 từ mà tất cả trẻ sáu tuổi nên biết và nhấn mạnh rằng sách chỉ nên giới hạn ở 225 từ vựng. Tuy nhiên, theo Philip Nel, Geisel đã đưa ra những con số khác nhau trong các cuộc phỏng vấn từ năm 1964 đến năm 1969. Ông nói rằng có thể sử dụng 200-250 từ lấy trong danh sách 300-400 từ; cuốn sách cuối cùng đã gồm 236 từ khác nhau.

## Sáng tác
Những lời kể của Geisel rất khác nhau về việc lên ý tưởng The Cat in the Hat. Câu chuyện mà Geisel hay dùng nhất là ông quá chán danh sách từ vựng do William Spaulding đưa cho nên cuối cùng đã quyết định rà quét cả danh sách và sáng tác nội dung từ hai từ đầu tiên có vần điệu mà ông tìm được, đó là cat (mèo) và hat (mũ). Gần cuối đời, Geisel nói với những người viết tiểu sử cho mình, Judith và Neil Morgan, rằng phần đầu câu chuyện được hình thành cùng với Spaulding khi trong thang máy tại tòa văn phòng Houghton Mifflin ở Boston. Đó là chiếc thang máy cũ kỹ, rung lắc được vận hành bởi một "phụ nữ nhỏ nhắn cúi đầu đeo 'nửa găng tay da và cười bí hiểm'". Anita Silvey kể lại tương tự, mô tả người phụ nữ là "một phụ nữ Mỹ gốc Phi rất thanh lịch, nhỏ nhắn tên là Annie Williams". Geisel nói với Silvey rằng, khi vẽ phác thảo The Cat in the Hat, ông nghĩ đến Williams và vẽ ra nhân vật đeo găng tay trắng của Williams với "nụ cười ranh mãnh, thậm chí là xảo quyệt".

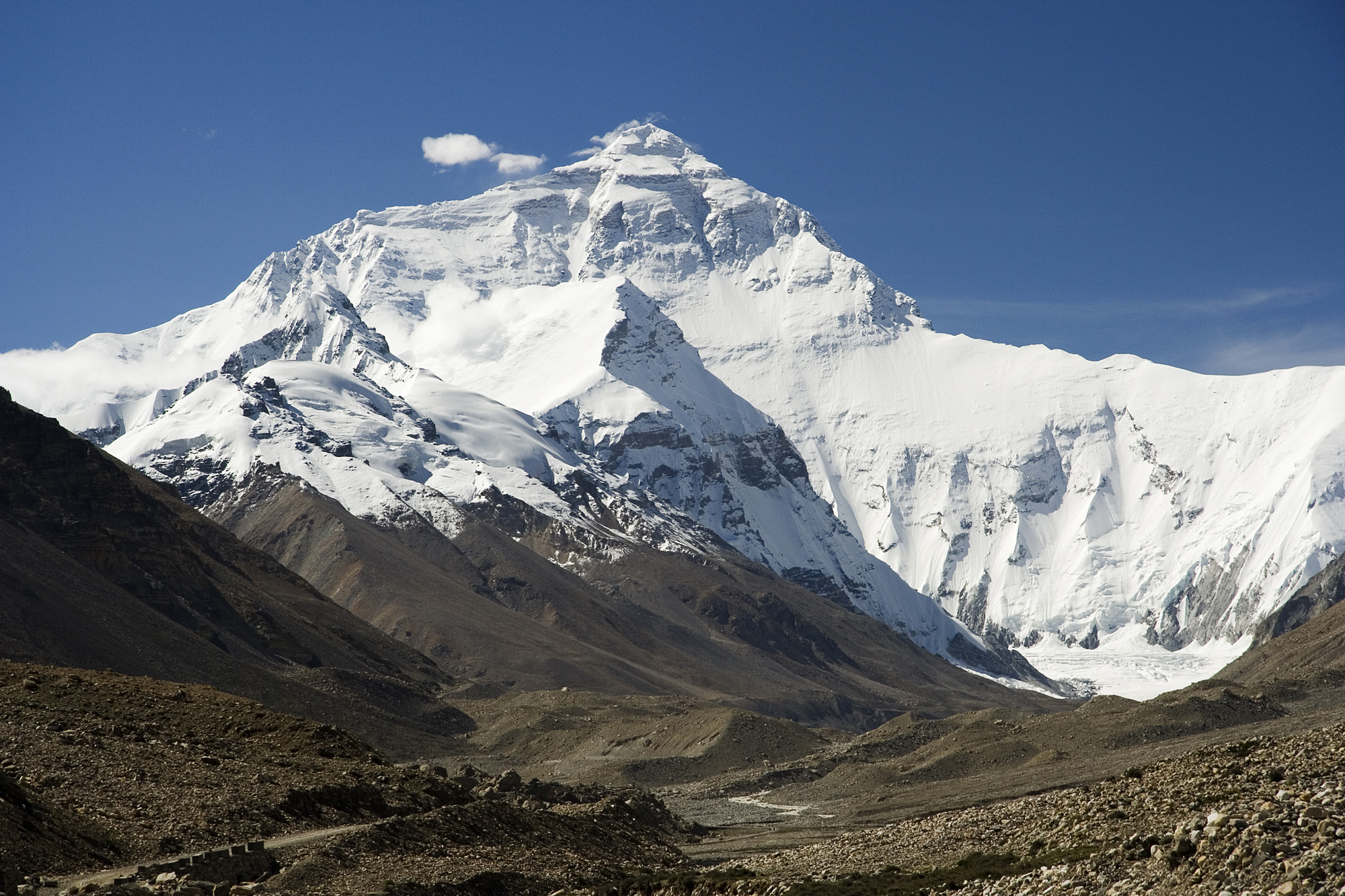
Geisel nói một trong những câu chuyện của mình trước The Cat in the Hat liên quan đến dự định leo lên đỉnh Everest

Geisel kể lại hai chuyện trái ngược nhau, hư cấu về chuyện sáng tác trong hai bài báo, "How Orlo Got His Book" trên New York Times Book Review và "My Hassle with First Grade Language" trên Chicago Tribune, đều xuất bản vào ngày 17 tháng 11 năm 1957. Trong "My Hassle with First Grade Language", ông viết về đề xuất của mình với một "nhà xuất bản sách giáo khoa có tiếng" để viết một cuốn sách cho trẻ nhỏ về việc "leo lên đỉnh Everest vào lúc 60 độ âm" (scaling the peaks of Everest at 60 degrees below). Nhà xuất bản cũng hứng thú nhưng nói rằng "anh không thể dùng từ scaling. Anh không thể dùng từ peaks. Anh không thể dùng Everest. Anh không thể dùng 60. Anh không thể sử dụng degrees. Anh không thể..." Geisel kể lại chuyện tương tự với Robert Cahn trong bài viết trên tờ The Saturday Evening Post ngày 6 tháng 7 năm 1957. Trong "My Hassle With First Grade Language", ông cũng kể về "ba tuần đau đớn tột cùng", trong đó ông viết chuyện về King Cat (Mèo Vua) và Queen Cat (Mèo Hoàng hậu). Tuy nhiên, "queen" không có mặt trong danh sách từ vựng cũng như cậu cháu trai Norval mới học lớp một không biết từ này. Do đó, Geisel quay ra viết lại nhưng vẫn chỉ nghĩ đến các từ bắt đầu bằng chữ "q" hoàn toàn không có danh sách. Rồi ông cũng thích thú giống như vậy với chữ cái "z", cũng lại không có trong danh sách. Cuối cùng khi đã hoàn thành cuốn sách và đưa cho Norval xem, cậu đã học xong lớp một và đang học vi tích phân. Philip Nel phân tích bài báo và viết rằng Norval là do Geisel tưởng tượng ra. Cháu gái của Geisel là Peggy Owens có một con trai nhưng cậu bé chỉ mới một tuổi khi bài báo được đăng.
Trong "How Orlo Got His Book", ông nói về Orlo, một đứa trẻ hư cấu, theo đúng hình mẫu, không thích đọc do không có lựa chọn phong phú về tài liệu học đọc đơn giản. Để giúp Orlo khỏi nỗi buồn đó, Geisel quyết định viết một cuốn sách cho những em bé như Orlo, nhưng ông nhận ra việc này "không khác gì việc... lạc lối trong đường hầm tình ái với một phù thủy". Ông thử viết một câu chuyện với tựa đề "The Queen Zebra" (Nữ hoàng ngựa vằn) nhưng phát hiện cả hai từ đều không nằm trong danh sách. Trên thực tế, giống như Geisel mô tả trong "My Hassle with First Grade Language", trong danh sách hoàn toàn không có chữ cái "q" và "z". Sau đó, ông thử viết chuyện về chim (bird) nhưng không dùng từ bird bởi cũng không có trong danh sách. Thay vào đó, ông quyết định gọi nó là "wing thing" (thứ có cánh) nhưng lại điên đầu vì "không thể có legs (chân), beaks (mỏ) hay tail (đuôi). Cũng không có chân left (trái) hay right (phải). Về hướng tiếp cận để sáng tác The Cat in the Hat, ông viết "Phương pháp tôi đã sử dụng giống như cách các bạn dùng khi ngồi xuống làm bánh mà không có bột."
Thời gian hoàn tất tác phẩm được Geisel đưa ra khác nhau chênh lệch từ chín đến 18 tháng. Theo Donald Pease, Geisel chủ yếu làm một mình, khác với các tác phẩm trước đó có sự tham gia nhiều hơn của vợ ông là Helen. Việc này đánh dấu chiều hướng chung trong công việc cũng như cuộc sống Geisel. Sau này Robert L. Bernstein nói về khoảng thời gian đó "Tôi càng quan sát anh, anh càng thích ở trong căn phòng đó và tự mình sáng tạo ra tất cả." Pease chỉ ra sự hồi phục của Helen sau hội chứng Guillain-Barré (chẩn đoán mắc phải vào năm 1954) đánh dấu sự thay đổi này.

## Lịch sử phát hành

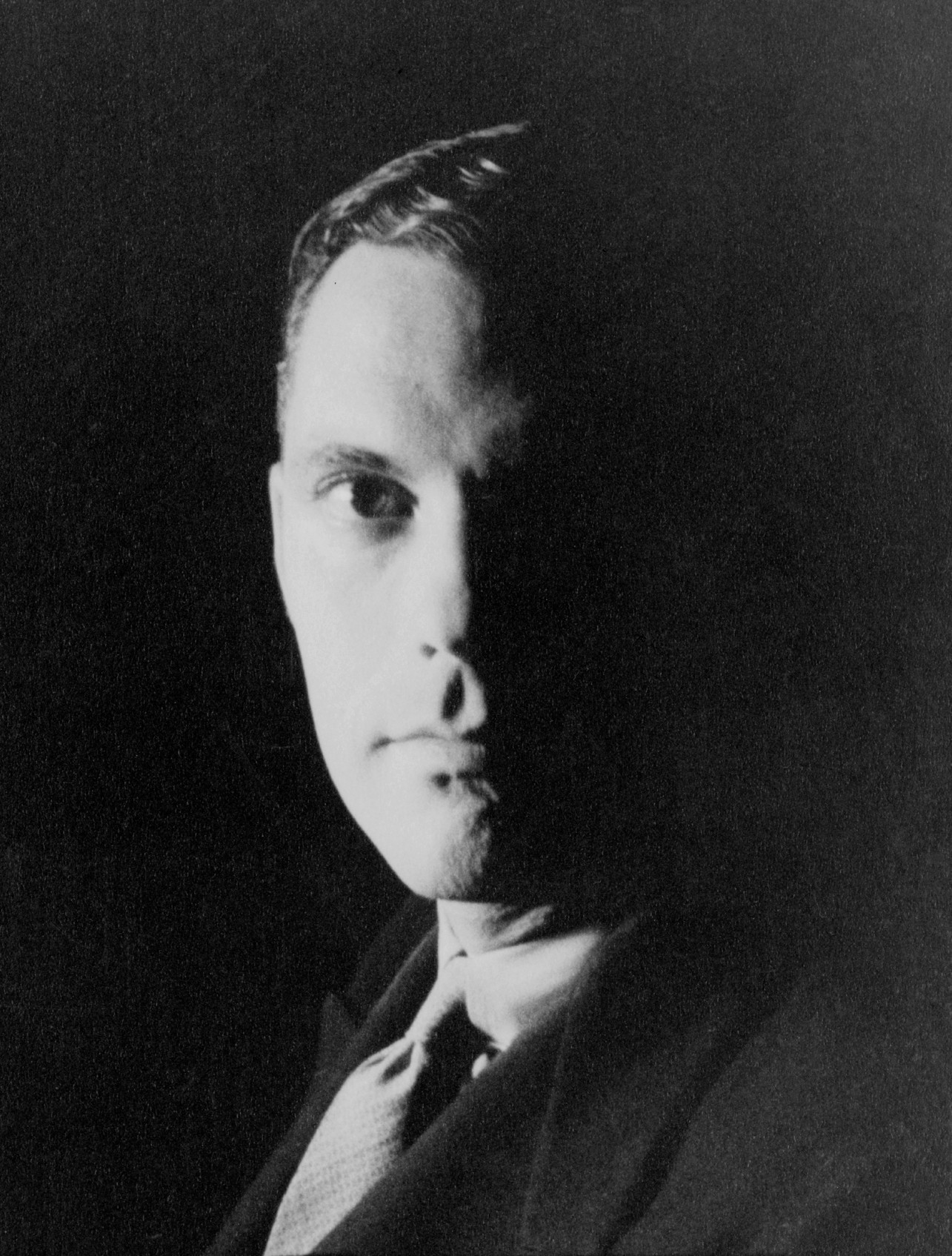
Bennett Cerf, người đứng đầu Random House, đã thương lượng được thỏa thuận cho phép cả Random House và Houghton Mifflin cùng xuất bản các phiên bản của The Cat in the Hat

Geisel đồng ý viết The Cat in the Hat theo yêu cầu của William Spaulding thuộc Houghton Mifflin. Tuy nhiên, vì Geisel đã ký hợp đồng với Random House, người đứng đầu Random House lúc đó là Bennett Cerf tiến hành thỏa thuận với Houghton Mifflin. Random House giữ quyền kinh doanh thương mại là những phiên bản bày bán tại hiệu sách, trong khi Houghton Mifflin giữ bản quyền giáo dục để bán cho các trường học.
Ấn bản Houghton Mifflin phát hành vào tháng 1 hoặc tháng 2 năm 1957, còn ấn bản Random House là vào ngày 1 tháng 3. Ngoại trừ bìa khác nhau, còn lại thì nội dung hai ấn bản giống hệt nhau. Ấn bản đầu tiên có thể xác định bằng dấu "200/200" ở góc trên cùng bên phải của bao sách phía trước, biểu thị giá bán 2,00 đô la. Các ấn bản sau giảm giá xuống còn 1,95 đô la.
Theo Judith và Neil Morgan, sách ngay lập tức được bán rất chạy. Ấn bản thương mại ban đầu bán được trung bình 12.000 bản một tháng, và tăng lên nhanh chóng. Cửa hàng bách hóa Bullock ở Los Angeles, California, đã bán hết đơn đặt hàng 100 cuốn đầu tiên trong một ngày và nhanh chóng đặt thêm 250 cuốn nữa. Vợ chồng Morgan cho rằng doanh số này là do "truyền tai nhau", trẻ em nghe từ bạn bè và nài nỉ cha mẹ mua sách. Tuy nhiên, ấn bản học đường của Houghton Mifflin lại không bán chạy. Như Geisel ghi chú trong hồ sơ của mình năm 1983 do Jonathan Cott viết, "Houghton Mifflin... gặp khó khăn khi bán sách cho trường học; còn rất nhiều người thích Dick and Jane, và cuốn sách của tôi bị coi là quá mới mẻ và bất kính. Nhưng Bennett Cerf tại Random House đã đề nghị bản quyền thương mại, do đó bán chạy tại các hiệu sách." Geisel nói với vợ chồng Morgan rằng "Các bậc cha mẹ hiểu rõ hơn những thầy thợ ở trường về sự cần thiết của loại sách tập đọc này."
Sau ba năm được in, The Cat in the Hat đã bán được gần một triệu bản. Vào thời điểm đó, sách đã được dịch sang tiếng Pháp, tiếng Trung, tiếng Thụy Điển và chữ nổi Braille. Năm 2001, Publishers Weekly xếp nó ở vị trí thứ 9 trong danh sách những cuốn sách thiếu nhi bán chạy nhất mọi thời đại. Tính đến năm 2007, hơn 10 triệu bản The Cat in the Hat đã được in, sách được dịch sang hơn 12 thứ tiếng khác nhau, trong đó có cả tiếng Latinh với tựa đề Cattus Petasatus. Năm 2007, nhân dịp kỷ niệm 50 năm của tác phẩm, Random House phát hành The Annotated Cat: Under the Hats of Seuss and His Cats gồm The Cat in the Hat và phần tiếp theo, do Philip Nel giới thiệu và chú thích.

## Đón nhận

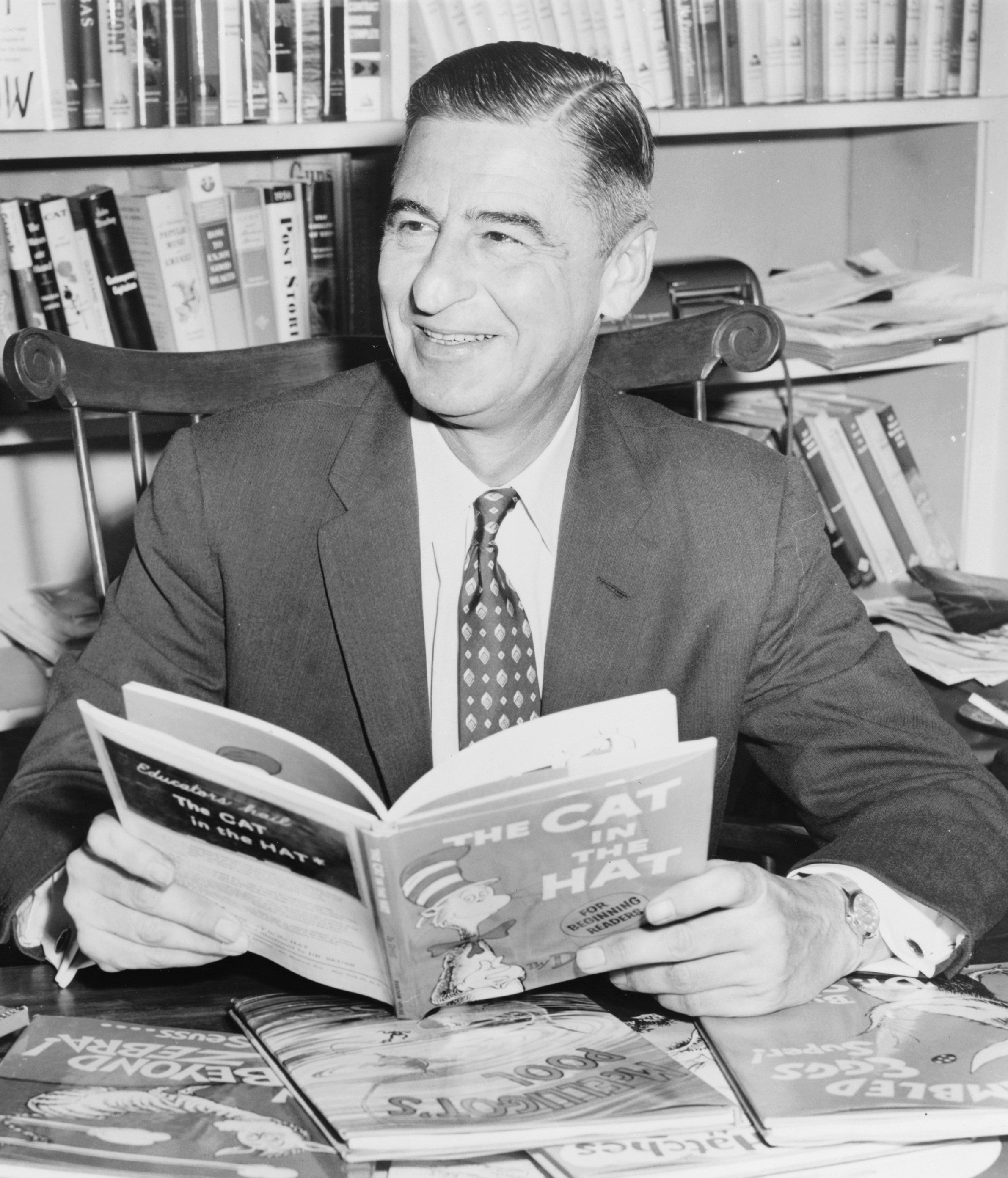
Geisel cầm một ấn bản The Cat in the Hat năm 1957

Giới phê bình hoan nghênh ngay khi sách mới xuất bản. Một số nhà phê bình khen ngợi cuốn sách là phương cách học đọc thú vị, đặc biệt khi so với những sách vỡ lòng trước đó. Trong bài đánh giá trên The New York Times Book Review, Ellen Lewis Buell viết rằng sách có nhiều từ một âm tiết và tranh minh họa sống động. Buell viết, "Những độc giả mới bắt đầu và phụ huynh từng giúp các con đọc về các hoạt động buồn tẻ của Dick and Jane cũng như các nhân vật trong sách vỡ lòng khác đã được một sự kinh ngạc vui sướng." Helen Adams Masten của tờ Saturday Review gọi cuốn sách là tour de force của Geisel và viết "Phụ huynh và thầy cô sẽ chúc phúc cho ông Geisel bởi cuốn sách tập đọc thú vị này cùng những bức vẽ sinh động và buồn cười, các con thì sẽ có trải nghiệm học thú vị để cuối cùng có thể biết đọc." Polly Goodwin của Chicago Tribune dự đoán rằng The Cat in the Hat sẽ khiến trẻ em bảy và tám tuổi "chán ghét khi nhìn vào những cuộc phiêu lưu buồn tẻ của các nhân vật trong sách vỡ lòng tiêu chuẩn".
Cả Helen E. Walker của Libray Journal lẫn Emily Maxwell của The New Yorker đều cảm thấy rằng sách sẽ thu hút đối tượng độc giả chính là học sinh lớp một, lớp hai cũng như những trẻ lớn hơn. Bài đánh giá trên The Bookmark cũng đồng tình viết "Hết sức đề xuất như một cuốn truyện tranh và sách tập đọc". Ngược lại, Heloise P. Mailloux  viết trên The Horn Book Magzine "Đây là một cuốn sách hay cho trẻ chậm hiểu, nhưng những đứa trẻ có ý thức tự giác thường khước từ tài liệu có vẻ chỉ hợp với trẻ nhỏ." Bà thấy rằng vốn từ vựng hạn chế trong sách khiến nó không thể đạt đến "sự xuất sắc lố bịch của những cuốn sách Seuss thời kỳ đầu".
Dựa trên một cuộc thăm dò trực tuyến năm 2007, Hiệp hội Giáo dục Quốc gia Hoa Kỳ liệt kê The Cat in the Hat là một trong "100 cuốn sách thiếu nhi hàng đầu của giáo viên". Năm 2012, sách xếp hạng 36 trong "100 sách tranh hàng đầu" theo khảo sát do School Library Journal xuất bản - là cuốn thứ ba trong năm cuốn sách của Dr. Seuss lọt vào danh sách. Sách được trao Giải thưởng BILBY cho hạng mục Early Readers Award vào năm 2004 và 2012.
Năm 2007, kỷ niệm lần thứ 50 của tác phẩm thúc đẩy một số nhà phê bình đánh giá lại cuốn sách. Trên tạp chí Carousel, Yvonne Coppard đánh giá lại ấn bản kỷ niệm, tự hỏi liệu sự nổi tiếng của Mèo và "hành vi nghịch ngợm ngon lành" sẽ kéo dài thêm được 50 năm nữa hay không. Coppard viết "Sự thiếu hiểu biết ngây thơ thuở trước đã nhường chỗ cho nhận thức đủ đầy gần như hoang tưởng về các vấn đề bảo vệ trẻ em. Và ở đây chúng ta có một người lạ bí ẩn không mời mà đến trong khi mẹ vắng nhà."

## Phân tích
Philip Nel đặt nhân vật Mèo trong tác phẩm vào truyền thống những kẻ giảo hoạt trong nghệ thuật Mỹ, bao gồm các nhân vật tiêu đề trong The Music Man của Meredith Willson và The Wonderful Wizard of Oz của L. Frank Baum. Nel cũng cho rằng Geisel đồng nhất với nhân vật Mèo, chỉ ra bức chân dung tự họa của Geisel trong đó ông xuất hiện với tư cách là Mèo, được xuất bản cùng với hồ sơ Geisel trên tờ The Saturday Evening Post ngày 6 tháng 7 năm 1957. Cựu biên tập viên của Geisel là Michael K. Frith đồng tình cho rằng "The Cat in the Hat và Ted Geisel không thể tách rời và giống nhau. Tôi nghĩ rằng không còn nghi ngờ gì nữa. Đây là con người thích thú với sự hỗn loạn trong cuộc sống, người say mê với sự điên rồ dường như của thế giới xung quanh." Ruth MacDonald khẳng định rằng mục tiêu chính của Mèo trong sách là giúp vui cho bọn trẻ. Mèo gọi đó là "niềm vui thật vui", MacDonald phân biệt với niềm vui thông thường theo khuôn phép mà cha mẹ áp đặt lên con cái. Trong bài báo "Was the Cat in the Hat Black?", Philip Nel rút ra mối liên hệ giữa Mèo và các mô tả rập khuôn về người Mỹ gốc Phi, bao gồm các buổi hát rong nhạo báng người da đen, tranh biếm họa lấy cảm hứng từ đó của chính Geisel ngay thuở mới vào nghề và việc sử dụng thuật ngữ "cat" để chỉ các nhạc sĩ nhạc jazz. Theo Nel, "Ngay cả khi [Geisel] viết những cuốn sách nhằm thách thức định kiến, ông không bao giờ hoàn toàn bỏ đi những giả định về văn hóa đã cùng mình lớn lên, và có thể không nhận ra cách trí tưởng tượng đã sao chép các ý thức hệ chủng tộc mà bản thân cố tình bác bỏ."

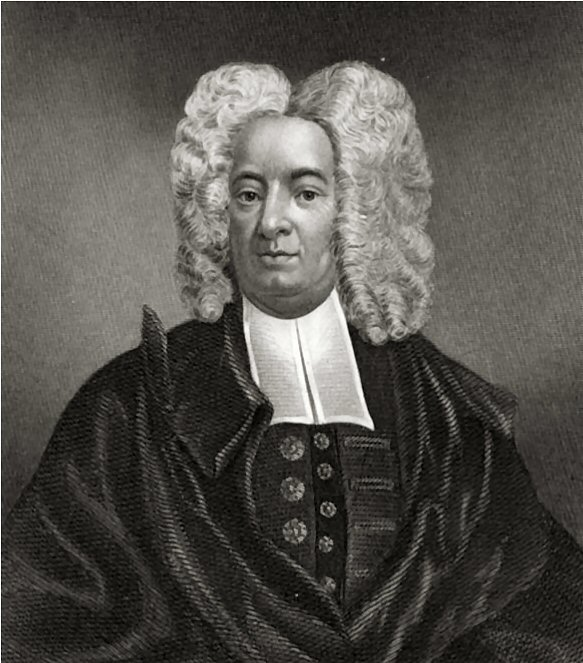
Geisel từng gọi con cá trong The Cat in the Hat là "phiên bản Cotton Mather của tôi"

Geisel từng gọi nhân vật cá trong truyện là "phiên bản Cotton Mather của tôi". Mather là nhà đạo đức Thanh giáo đã cố vấn cho các công tố viên trong những phiên tòa phù thủy Salem. Betty Mensch và Alan Freeman ủng hộ quan điểm này khi viết "Dựa trên chủ nghĩa tượng trưng của Cơ Đốc giáo cổ (hình ảnh con cá), Dr. Seuss miêu tả con cá như một loại siêu ngã luôn lằm bằm, hiện thân của đạo đức được quy ước hóa hoàn toàn." Philip Nel chép rằng các nhà phê bình khác cũng đã so sánh con cá với siêu ngã (superego). Anna Quindlen gọi Mèo là "bản năng thuần túy" (pure id) còn lũ trẻ trung gian giữa Mèo và cá chính là bản ngã (ego). Tuy nhiên, Mensch và Freeman cho rằng Mèo bày tỏ ra các yếu tố của cả bản năng và bản ngã.
Trong phân tích về nhân vật cá, MacDonald khẳng định rằng cá đại diện cho tiếng nói của người mẹ vắng mặt. Xung đột giữa cá với Mèo, không chỉ vì Mèo không mời mà xuất hiện nhưng còn liên quan cả mối quan hệ thú săn - con mồi cố hữu cũng tạo ra kịch tích. Bà chỉ ra rằng ở trang cuối sách, trong lúc lũ trẻ chần chừ không muốn kể cho mẹ nghe những gì xảy ra khi mẹ vắng nhà, con cá đem lại cho độc giả một cái nhìn hiểu biết, đảm bảo rằng "có điều gì đó đã xảy ra nhưng im lặng giúp ổn thỏa hơn trong trường hợp này". Alison Lurie đồng tình mà viết "có một gợi ý rõ ràng chắc chắn rằng lũ trẻ đừng kể cho mẹ nghe." Bà lập luận rằng, trong việc Mèo phá hỏng nhà cửa, "lũ trẻ — không chỉ là nhân vật trong truyện mà còn chính là độc giả nữa — gián tiếp bỏ kiềm chế những xung động phá hoại của bản thân mà không có hậu quả hay cảm giác tội lỗi gì." Trong bài báo năm 1983, Geisel nói với Jonathan Cott, "The Cat in the Hat là cuộc cách mạng chống lại kẻ cầm quyền, nhưng được cải thiện vì thực tế là cuối cùng Mèo đã dọn dẹp xong mọi thứ. Đây là kiểu cách mạng Kerensky rồi dừng lại. Cách mạng không tiến xa như Lenin."
Donald Pease bày tỏ rằng The Cat in the Hat có một số điểm tương đồng về cấu trúc với các sách khác của Dr. Seuss. Giống như những sách trước đó, The Cat in the Hat bắt đầu với "cảm giác bất mãn của một đứa trẻ trước hoàn cảnh thực tế của mình", cảm giác này nhanh chóng lớn thêm do sự giả bộ. Sách bắt đầu từ thế giới thực tế chuyển sang thế giới giả bộ với tiếng động lớn báo trước Mèo đã đến. Dù vậy, đây là cuốn sách đầu tiên của Dr. Seuss mà các nhân vật ảo, tức là Mèo và đồng bọn lại không bước ra từ trí tưởng tượng của trẻ em. Sách cũng khác với những tác phẩm trước ở chỗ Sally và anh trai tích cực tham gia vào thế giới ảo tưởng; chúng cũng thay đổi quan điểm về Mèo và thế giới của nó vào cuối truyện.

## Dấu ấn
Ruth MacDonald khẳng định "The Cat in the Hat chính là cuốn sách giúp Dr. Seuss nổi tiếng. Nếu không có The Cat, Seuss sẽ vẫn chỉ là một tia sáng nhỏ trong lịch sử văn học thiếu nhi." Donald Pease đồng tình viết "The Cat in the Hat là tác phẩm kinh điển trong kho tàng các câu chuyện của Dr. Seuss vì nó đóng vai trò nền tảng và cột dựa. Trước khi sáng tạo ra tác phẩm này, Geisel được biết đến nhiều với chiến dịch quảng cáo 'Quick, Henry, the Flit!' hơn là 9 cuốn sách ông viết cho trẻ em." Việc sách được xuất bản và trở nên nổi tiếng đã đẩy Geisel vào tâm điểm cuộc tranh luận về khả năng đọc viết tại Hoa Kỳ, điều mà Pease gọi là "luận chiến học thuật quan trọng nhất" thời Chiến tranh Lạnh. Học giả Louis Menand cho rằng "The Cat in the Hat làm biến chuyển bản chất giáo dục tiểu học và bản chất sách dành cho thiếu nhi. Nó không chỉ đại diện cho ý tưởng phải dùng ngữ âm trong dạy đọc mà còn ủng hộ việc các kỹ năng ngôn ngữ - và nhiều môn học khác - nên được dạy thông qua sách truyện minh họa hơn là sách vỡ lòng và sách giáo khoa." Năm 1983, Geisel nói với Jonathan Cott "Đây là cuốn sách tôi tự hào nhất vì nó có liên quan đến sự cáo chung của sách vỡ lòng Dick and Jane."

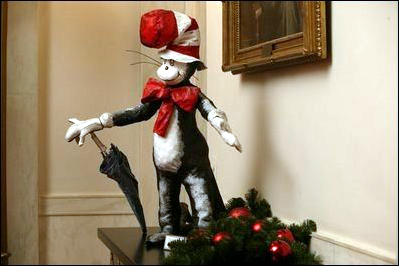
Trang trí Giáng sinh Cat in the Hat trong Nhà Trắng năm 2003

Cuốn sách đã trực tiếp kéo theo việc thành lập Beginner Books — nhà xuất bản tập trung ra lò những sách giống như The Cat in the Hat cho các độc giả mới bắt đầu. Theo Judith và Neil Morgan, khi cuốn sách thu hút sự chú ý của vợ của Bennett Cerf là Phyllis Cerf, bà đã sắp xếp một cuộc gặp mặt với Geisel, nơi hai người đồng ý lập nên Beginner Books. Geisel trở thành chủ tịch kiêm biên tập viên, và the Cat in the Hat là linh vật của nhà xuất bản. Vợ Geisel là Helen đã trở thành đối tác thứ ba. Random House từng là nhà phân phối cho họ đến năm 1960, khi Random House mua Beginner Books. Geisel viết nhiều cuốn cho loạt truyện, gồm The Cat in the Hat Comes Back (1958), Green Eggs and Ham (1960), Hop on Pop (1963) và Fox in Socks (1965). Ban đầu, ông chỉ dùng danh sách từ vựng hạn chế để sáng tác như đã làm với The Cat in the Hat. Nhưng rồi ông không dùng danh sách đó nữa vì tin rằng "một đứa trẻ có thể học bất kỳ số lượng từ nào nếu cho chúng tiếp nhận chậm rãi và sách phải đầy minh họa". Các tác giả khác cũng đóng góp những tác phẩm đáng chú ý cho loạt truyện như A Fly Went By (1958), Sam and the Firefly (1958), Go, Dog. Go! (1961) và The Big Honey Hunt (1962).
Tác phẩm hoặc các yếu tố trong đó được đề cập nhiều lần trên chính trường Hoa Kỳ. Hình ảnh Mèo giữ thăng bằng nhiều đồ vật trên người trong khi đứng trên quả bóng được đưa vào tranh biếm họa và bài báo chính trị. Các nhà biếm họa chính trị đã vẽ cả Bill Clinton và George W. Bush theo cách này. Năm 2004, tạp chí MAD xuất bản "Sự tương đồng kỳ lạ giữa George W. Bush và Dr. Seuss", bài viết khớp với trích dẫn của quan chức Nhà Trắng lấy từ sách Dr. Seuss, trong đó George W. Bush hứa (phần nào) tương phản với lời thề của Mèo "Tôi có thể cầm cốc, sữa và bánh! Tôi có thể giữ những cuốn sách này! Còn cá nằm trên cào!" Năm 2007, trong Khóa 110 của Quốc hội Hoa Kỳ, Lãnh tụ đa số Thượng viện Harry Reid so sánh sự bế tắc về dự luật cải cách nhập cư với tình trạng lộn xộn do Mèo gây ra. Ông đọc những dòng trong sách tại Thượng viện. Sau đó, ông tiếp tục suy diễn với hy vọng giải quyết được vì "Nếu bạn trở lại và đọc Dr. Seuss, mèo sẽ sắp xếp dọn dẹp được mớ hỗn độn." Năm 1999, Bưu chính Hoa Kỳ phát hành con tem in hình the Cat in the Hat.
Sự phổ biến của The Cat in the Hat cũng giúp cho các sách thiếu nhi trước đó của Geisel trở nên nổi tiếng và đến được với nhiều độc giả. Ví dụ, Horton Hatches the Egg (1940) vốn chỉ bán được 5.801 bản trong năm ra mắt và 1.645 bản vào năm kế tiếp. Nhưng đến năm 1958, một năm sau khi xuất bản The Cat in the Hat, 27.643 bản Horton đã được bán, và đến năm 1960, tổng cộng hơn 200.000 bản sách được bán ra.
Năm 2020, The Cat in the Hat đứng thứ nhì trong danh sách "10 sách được mượn nhiều nhất mọi thời đại" của Thư viện Công cộng New York.

## Chuyển thể
The Cat in the Hat đã được chuyển thể cho nhiều phương tiện truyền thông khác nhau như sân khấu, truyền hình và điện ảnh.

### Hoạt hình truyền hình
The Cat in the Hat là bộ phim hoạt hình ca nhạc đặc biệt được công chiếu vào năm 1971 với sự tham gia của Allan Sherman lồng tiếng vai Mèo.

### Truyền hình
Mèo là nhân vật chính trong The Wubbulous World of Dr. Seuss, một loạt biểu diễn rối Mỹ khởi chiếu ngày 13 tháng 10 năm 1996 và kết thúc ngày 28 tháng 12 năm 1998. Tính cách hỗn loạn và lộn xộn của Mèo được giảm đi đáng kể so với nguyên gốc trên sách, khắc họa Mèo là kẻ dẫn chuyện hay lừa gạt toàn tài và giúp đỡ các nhân vật khác trong những câu chuyện quanh Seussville. Nhân vật này do Bruce Lanoil trình diễn trong mùa đầu tiên và Martin P. Robinson thế chỗ trong mùa thứ hai. Thay vì Vật Một và Vật Hai theo nguyên bản, Mèo thường xuất hiện trong nhóm Little Cats A, B và C lấy từ Comes Back.
The Cat in the Hat Knows a Lot About That! là loạt phim hoạt hình truyền hình Anh-Canada-Mỹ khởi chiếu ngày 07 tháng 8 năm 2010 và kết thúc ngày 14 tháng 10 năm 2018. Martin Short tham gia lồng tiếng vai Mèo. Nhân vật Mèo trong loạt phim này được khắc họa khôn ngoan bẩm sinh, nhưng vẫn rất phiêu lưu, hướng dẫn cho Sally và Nick (thay thế cho anh trai Conrad của cô bé).

### Phim live-action
Năm 2003, The Cat in the Hat là phim chuyển thể live-action (người thật đóng) với Mike Myers trong vai Mèo. Doanh thu toàn cầu của phim đạt 133.960.541 đô la so với kinh phí bỏ ra ước tính 109 triệu đô. Phim bị phê bình rất tệ và phần tiếp theo vốn được lên kế hoạch đã bị hủy bỏ sau đó. Với thất bại này, vợ góa của Seuss là Audrey Geisel quyết định không cho phép bất kỳ chuyển thể live-action nào từ tác phẩm của chồng mình nữa.

### Dự án dang dở
Năm 2012, sau thành công tài chính của phim hoạt hình The Lorax chuyển thể từ truyện cùng tên, Universal Pictures và Illumination Entertainment công bố kế hoạch sản xuất bộ phim đồ họa máy tính The Cat in the Hat. Rob Lieber được phân viết kịch bản, với Chris Meledandri là nhà sản xuất, và Audrey Geisel ở vị trí sản xuất điều hành. Tuy nhiên, dự án không bao giờ thành hiện thực. Ngày 24 tháng 1 năm 2018, có thông báo rằng Warner Animation Group đang phát triển một bộ phim hoạt hình ca nhạc Cat in the Hat khác nằm trong hợp tác sáng tạo với Seuss Enterprises.

### Hoạt họa Xô viết
Năm 1984, sách được chuyển thể thành phim hoạt hình tiếng Nga dài 9 phút với tựa đề Кот в колпаке (Mèo đội mũ chóp). Phim lược bỏ Vật Một và Vật Hai, cùng với việc thay đổi mũ cao của Mèo thành chiếc mũ chóp - lúc đầu lại là chiếc ô khi đi trời mưa, ngoài ra còn có nhiều chi tiết thay đổi được thêm vào suốt câu chuyện. Tên của Sally và Conrad không được nhắc đến.

### Máy tính
Năm 1997, sách được chuyển thể nằm trong chương trình Living Books trên máy tính cá nhân.

### Sân khấu kịch
Năm 2009, Nhà hát Quốc gia Hoàng gia dựng phiên bản sân khấu của cuốn sách, do Katie Mitchell chuyển thể và đạo diễn.

### Nhân vật và chủ đề
Seussical, một chuyển thể âm nhạc kết hợp các khía cạnh của nhiều tác phẩm của Dr. Seuss, có Cat in the Hat là người dẫn chuyện. Vở nhạc kịch nhận được nhiều đánh giá yếu kém khi công diễn tháng 11 năm 2001 nhưng cuối cùng đã trở thành một tác phẩm chính tại các rạp hát trường học và trong vùng.
Một trò tại công viên Islands of Adventure của Universal Studios tại Orlando, Florida cũng có chủ đề Cat in the Hat.
Ngày 26 tháng 7 năm 2016, Random House và Dr. Seuss Enterprises thông báo rằng Cat in the Hat đang tranh cử tổng thống Mỹ.